# Carl Heinrich Stratz
Carl Heinrich Stratz (født 14. juni 1858 i Odessa, Det Russiske Kejserrige, død 21. april 1924, Haag, Holland) var en tysk gynækolog, der udgav en række videnskabelige og populærvidenskabelige bøger om medicinske og antropologiske emner. I nogle af hans mest kendte værker beskæftiger han sig med kriterier for kvindelig skønhed, lige som han fremsatte racistiske teser. Men samtidig bidrog han også til morfologien med beskrivelse af sunde kroppe, hvilket havde betydning for børne- og ungdomsmedicin.